# Рудолф Карнап
Рудолф Карнап (Ronsdorf, 18. мај 1891 — Санта Моника, 14. септембар 1970) је филозоф немачког порекла. У Европи је био активан пре 1935. године, а након тога и у Сједињеним Америчким Државама. Био је један од истакнутијих чланова Бечког круга и логички позитивиста. Сматра се једним од најзначајнијих филозофа двадесетог века.

## Живот и дело
Карнапова мајка је потекла из академске породице. Њен отац је био реформатор образовања, а најстарији брат археолог. Као десетогодишњак, Карнап је пратио свог ујака на експедицији у Грчку. Одрастао је у религиозној породици, али је касније постао атеиста.
Почео је формално образовање у Бармен Гимназији. Од 1910. до 1914. похађао је Универзитет у Јени, са намером да напише тезу из физике. Такође је пажљиво проучавао Кантову Критику чистог ума, и био је један од ретких студената који су присуствовали Фрегеовом предавањима из математичке логике. Док се Карнап морално и политички противио Првом светском рату,осетио је дужност да служи Немачкој војсци. После три године службе добио је дозволу да студира физику на Универзитету у Берлину 1917-18, где је Алберт Ајнштајн недавно постављен за професора. Карнап је затим похађао Универзитет у Јени, где је написао тезу у којој је дефинисао аксиоматску теорију простора и времена. Карнап је написао још једну тезу 1921. У њој прави јасну разлику између формалних, физичких и перцептивних(на пример, визуелних)простора.
Фрегов курс, на ком се упознаје са радовима Бертранда Расела о логици и филозофији, даје смисао његовим студијама. Написао је писмо Раселу, који је одговарао дугим пасусима из његових „Принципа математике“ (на Карнапову срећу, јер ни он ни његов универзитет нису могли да приуште примерак овог епохалног дела). 1924. и 1925. године похађао је курс Едмунда Хусерла, оснивача феноменологије, и наставио да се бави физиком из перспективе логичког позитивисте.
Карнап је открио сродну душу када је упознао Ханса Рајхенбаха на конференцији 1923. Рајхенбах је упознао Карнапа са Морицом Шликом, професором универзитета у Бечу који је понудио Карнапу позицију на свом одељењу, коју Карнап прихвата 1926. Карнап се потом придружио неформалној групи Бечких интелектуалаца познатој као Бечки круг, коју је водио Мориц Шлик, укључујући и Ханса Хана,Фридриха Вајсмена, Ото Нојрата и Херберта Фајгла, са повременим посетама Хановог студента Курта Гедела. Када је Витгенштајн посећивао Беч, Карнап се сусретао са њим. Са Ханом И Нојратом је 1929. написао манифест Круга, а са Рајхенбахом покренуо филозофски часопис Erkenntnis.
1928. године је објавио две важне књиге:
- Логичка структура света у којој је развио формалну верзију емпиризма, дефинишући све научне термине у феноменалистичком смислу. Формални сiстем заснован је на једном једноставном дијадичком предикату, који је задовољен ако два ентитета наликују један другом. Ово дело је у великој мери под утицајем Принципа Математике. Чини се, међутим, да је Карнап убрзо постао помало разочаран овом књигом. Није дозволио да се одобри енглески превод све до 1967.
- Псеудопроблеми у филозофији је одбрана става да су многа филозофска питања бесмислена,то јест,начин на који су постављена последица је злоупотребе језика.

У фебруару 1930. Тарски је предавао у Бечу, а током новембра 1930. Карнап је посетио Варшаву. Том приликом је научио много о Тарскијевом моделу. Један филозоф Бечког круга забележио је да “Карнапов појам семантике почиње од основа датих у раду Тарског, али се прави разлика између логичких и не-логичких константи и између логичке и чињеничке истине… Истовремено се бавио појмовима интензије и екстензије. Та два појма су постала темељна за нови метод семантике.” 1931,Карнап је постављен за професора Немачког језика на универзитету у Прагу. Тамо је радио на књизи која ће га учинити најпознатијим логичким позитивистом и чланом Бечком круга: Логичка синтакса језика. У овом раду Карнап је унапредио принцип толеранције у складу са којим не постоји таква ствар као истина или исправност логике или језика. Свако је слободан да усвоји облик језика који му је сврси одан. 1933. Карнап у Прагу упознаје Квајна са којим започиње доживотно пријатељство упркос међусобним филозофским неслагањима.
Карнапова политичка уверења доводе га у ризик у националистичкој Немачкој, те емигрира у Сједињене Државе 1935. У међувремену Мориц Шлик бива убијен 1936. у Бечу. Од 1936. до 1952. године, Карнап је професор филозофије на универзитету у Чикагу. Током касних 1930-их Карнап је понудио позицију асистента филозофије Хемпелу,који на то пристаје. Захваљујући делимичној помоћи Квајна, Карнап је провео године 1939-41 на Харварду, где поново има прилику да сарађује са Тарским.
Након мандата на Институту за напредне студије у Принстону, придружио се одељењу за филозофију на Универзитету Калифорније 1954. На Универзитету Калифорније писао је о научном знању, дистинкцији аналитичко-синтетичко и принципу верификације. Његови списи о термодинамици и засновању вероватноће и индукције су објављени постхумно(1971,1977,1980).
Карнап је учио Есперанто када је има 14 година, и остао му је наклоњен. Касније је присуствовао Светском конгресу Есперанта 1908 И 1922,и користио је језик током путовања.
Имао је четворо деце из првог брака са Елизабет Шондуб који је окончан разводом 1929. године. Оженио се другом женом, Елизабет Ином Штогер 1933. Ина је извршила самоубиство 1964. године.

## Логичка синтакса
Карнапова Логичка синтакса језика може се сматрати одговором на Витгенштајнов Логичко-филозофски трактат.
Карнап је разрадио и проширио појам логичке синтаксе предложен у Витгенштајновом Логичко-филозофском трактату. (члан 3.325)
 3.325. Да би се избегле овакве грешке морамо искористити знаковни језик који их искључује тако што не користи исти знак за различите симболе и не користећи на површно сличан начин знакове који имају различите начине означавања: такорећи, знаковни језик којим управља логичка граматика-логичком синтаксом. — Витгенштајн, члан 3.325, Логичко-филозофски трактат
Међутим, Витгенштајн је анвео да искази не могу представљати логичку форму.
 4.121. Искази не могу представљати логичку форму: она се огледа у њима. Оно што проналази свој одраз у језику, језик не може представљати. Оно што се изражава у језику, ми не можемо изразити језиком. Искази показују логичку форму реалности. Они је приказују. — Витгенштајн, члан 4.121, Логичко-филозофски трактат
Карнап се не слаже. Витгенштајн је предложио идеју логичке синтаксе. Карнап је био тај који је дизајнирао, формулисао и спровео детаље логичке синтаксе и филозофске анализе. Карнап дефинише логичку синтаксу као:
 Када кажемо логичка синтакса језика, ми мислимо на формалну теорију језичких облика тог језика – систематичну формалну изјаву правила које га уређују заједно са развојем ових последице које следе из ових правила. Теорија, правило, дефиниција, или слично ће се звати формално кад се не помиње у њој не помиње, било у значењу симбола (за примере, речи) или у смислу израза (нпр. реченице), него једноставно и искључиво на врсте и ред симбола од којих су изрази састављени. — Карнап, прва страница,  Логичка синтакса језика. 
У САД, концепт логичке синтаксе помогао је развој природног језика и компилација.

### Сврха логичке синтаксе
Сврха логичке синтаксе је да обезбеди систем појмова, језик, уз помоћ којих ће резултати логичке анализе бити тачно дефинисане.
Карнап је изјавио:
 Филозофија се треба заменити логиком науке – то ће рећи, логичком анализом појмова и реченица науке, за логику науке је ништа друго до логичке синтаксе језика науке. — Карнап, предговор,  Логичка синтакса језика
 Према овом мишљену, реченице метафизике су псеудо-реченице за које се логичком анализом доказује да су празне фразе или фразе које крше правила синтаксе. Од такозваних филозосфских проблема, једина питања која имају икаквог смисла су питања логике науке. Дељење овог мишљења је замена логичке синтаксе за филозофију. — Карнап, осма страница, Логичка синтакса језика. 
Карнап је само желео да оконча метафизику, али не и филозофију.

## Одбацивање метафизике
У књизи Филозофија и логичка синтакса користи принцип верификације да би одбацио метафизику. Исказ који се не може верификовати, односно проверити чулним искуством је бесмислен (изузев математичких и логичких исказа који су истинити на основу значења речи). Искази метафизике су према томе бесмислени.

### Функција логичке анализе
Карнап је искористио методу логичке анализе да одбаци метафизику.
  Функција логичке анализе је да анализира сво знање, све тврдње науке и свакодневног живота, како би учинило јасним све тврдње и везе између њих. Један од главних задатака логичке анализе датог предлога је да се утврди метод потврде за тај предлог. — Карнап, осма и девета страница, Филозофија и логичка синтакса. 
Питање је: Који разлози могу постојати за потврду ове тврдње; или: Како можемо постати сигурни у њену истинитост или лажност?

## Изворни материјали
Карнапови Радови се састоје од око 10.000 личних писама. Радове је донирала његова ћерка, Хана Карнап-Тхост 1974. Документи који садрже финансијске, медицинске, и личне податке су ограничени. Они су писани током читавог његовог живота и каријере. Карнап је редовно користио пошту да би разговаро о филозофским проблемима са стотинама других филозофа. Најпознатији од тих људи су били: Херберт Фајгл, Карл Густав Хемпел, Фелик Кауфман, Ото Нојрат и Мориц Шлик. Неке преписке сматрају се значајним и састоје се од његових студентских белешки и Фрегеовог курса. Карнапове белешке са Раселовог семинара у Чикагу, и белешке које је узео из разговора са Тарским, Хајзенбергом, Квајном, Хемпелом, Геделом, Џефријем су део архиве Универзитета у Питсбургу.